# Neocercus electus
Neocercus electus is een keversoort uit de familie Cavognathidae. De wetenschappelijke naam van de soort is voor het eerst geldig gepubliceerd in 1921 door Broun.